# 非线性节点探测器
非线性节点探测器主要用于搜索和定位电子设备。该探测器通过发射基波遇到电子电路或电子设备等非线性目标散射的电磁波谐波或者组合谐波的特点，来对非线性目标进行探测，常用于搜索和定位的电子元件。广泛应用于电网检测，因该探测器可以探测到隐藏在墙体、地板、天花板、灯具、家具或容器中的任何电子设备，所以也应用于防爆、隐私保护等安防领域。